# Zelów
Zelów (česky Zelov) je město v Lodžském vojvodství v Polsku. Má rozlohu 10,75 km² a ke dni 30. 6. 2019 měl 7611 obyvatel.

## Historie
Zelov kolonizovali v roce 1803 potomci českých pobělohorských exulantů, kteří prostřednictvím Alexandra Petrozelina podepsali na konci roku 1802 v Čermíně smlouvu na koupi pozemků a neprosperujícího hospodářství Józefa Świdzińskiego. Tehdejší název zakoupeného místa byl Zeliów. Zakladatelé budoucího českého města pocházeli z přeplněných exulantských obcí Tábor, Čermín, Husinec, Friedrichův Hradec, Sacken, Sophienthal a dalších menších českých kolonií. Přímých exulantů (osob narozených v Čechách) a lidí, kteří přišli přímo z Čech po roce 1781, bylo mezi zakladateli jen několik. Místo pro evangelický kostel a hřbitov bylo vyměřeno na jaře roku 1806. Díky státní podpoře a evangelickým sbírkám byl chudým českým sborem postaven krásný kostel, jenž byl dne 3. července 1825 slavnostně otevřen. Po první světové válce byl třinácti českým rodinám umožněn návrat do vlasti, domovské právo jim udělila obec Hrabová. Před druhou světovou válkou žilo v Zelově asi 6000 krajanů hovořících česky. Po skončení druhé světové války orgány Polské lidové republiky netolerovaly národnostní menšiny, následovalo drancování, lynčování a vyhánění českých i německých obyvatel – v poválečném Zelově byl jeden Čech zavražděn a dva zmrzačeni. Poté bylo odtud do československého pohraničí repatriováno cca 3500 Čechů, ostatní utekli do Německa. K české národnosti se v Zelově hlásí asi 500 obyvatel, češtinu ovládá pouze nejstarší generace (Česká menšina v Polsku). Poválečnými proměnami Zelova (až do roku 2012) se zabývá diplomová práce B. Kučerové.

### Kongresové Polsko
V roce 1807 byl Zelov na území Varšavského knížectví, v roce 1815 se dostal pod vládu cara Ruského impéria v Kongresovém Polsku. Koncem 60. let 19. století mnoho Čechů ze Zelova a okolí (Faustynów aj.) přijalo pozvání cara Alexandra II. a usadilo se ve Volyni. Celkový počet českých osadníků v tomto regionu byl na konci 19. století odhadován na 30–40 tisíc. Zelovští Češi založili na nynější Ukrajině evangelické osady Michajlovka (1878), Česká Alexandrovka, Čechovka (1890), Mirotín, Bohemka (1905) a podíleli se na založení Veselynivky (1912).
V roce 1818 se Zelovští podíleli na založení obce Kučov a v roce 1843 spoluzakládali novou kolonii v Požděnicích.

## Evangelický reformovaný sbor
V Zelově působí evangelický reformovaný sbor, který je součástí Reformované církve v Polsku (Kościół Ewangelicko-Reformowany w RP), ale úzce spolupracuje s Českobratrskou církví evangelickou a Sdružením Exulant v České republice. Sbor v letech 1982–2010 vedli manželé Mirosław a Wiera Jelinek. Bohoslužby jsou vedeny v polštině. Sbor provozuje mateřskou školu J. A. Komenského. Při sboru působí hudební těleso hrající na zvonky – Zelowské zvonky. V kostele se nacházejí pamětní desky reformátora Jana Kalvína a Mistra Jana Husa. Pamětní deska Jana Husa byla současně s jeho pamětním kamenem v zahradě kostela slavnostně odhalena v roce 1915.  

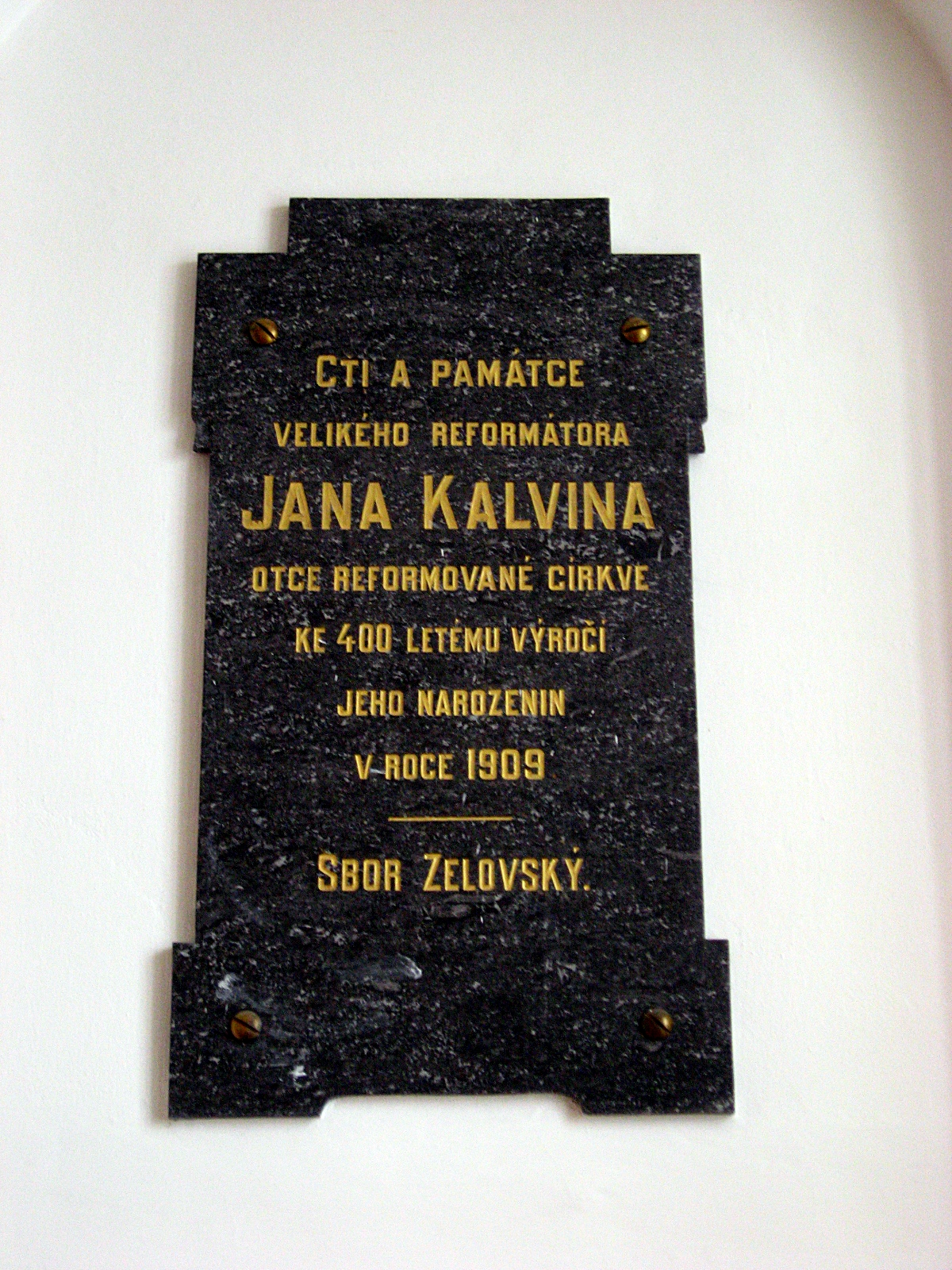

### Archiv a muzeum
V půdních prostorách kostela je Muzeum – Dokumentační středisko dějin Českých bratří. Spolupracuje s Institutem dějin Polské akademie věd, Ministerstvem kultury a národního dědictví, Varšavskou univerzitou, Ministerstvem zahraničních věcí ČR, dále pak s Muzeem J. A. Komenského v Přerově a Sdružením Exulant. Archiv farnosti se zachoval, obsahuje 239 archivních jednotek (z toho je 71 matrik) a cenný je zejména tím, že dokumentuje život české diaspory.

### Hřbitov
K prvnímu pohřbu na zelovském hřbitově (u plánovaného kostela) došlo 26.3.1806. Tento hřbitov byl v roce 1852 zrušen a nahrazen hřbitovem „u lesa“. Evangelický hřbitov byl dlouho ekumenický (i pro zeslulé jiného vyznání). Židovský hřbitov v Zelově byl založen v roce 1878 a v roce 1920 byl založen hřbitov katolický.

## Významní rodáci
- Vilém Fibich (1888–1959), evangelický duchovní
- Jan Jelínek (1912–2009), český evangelický kazatel a zachránce pronásledovaných